# Núi Tatra

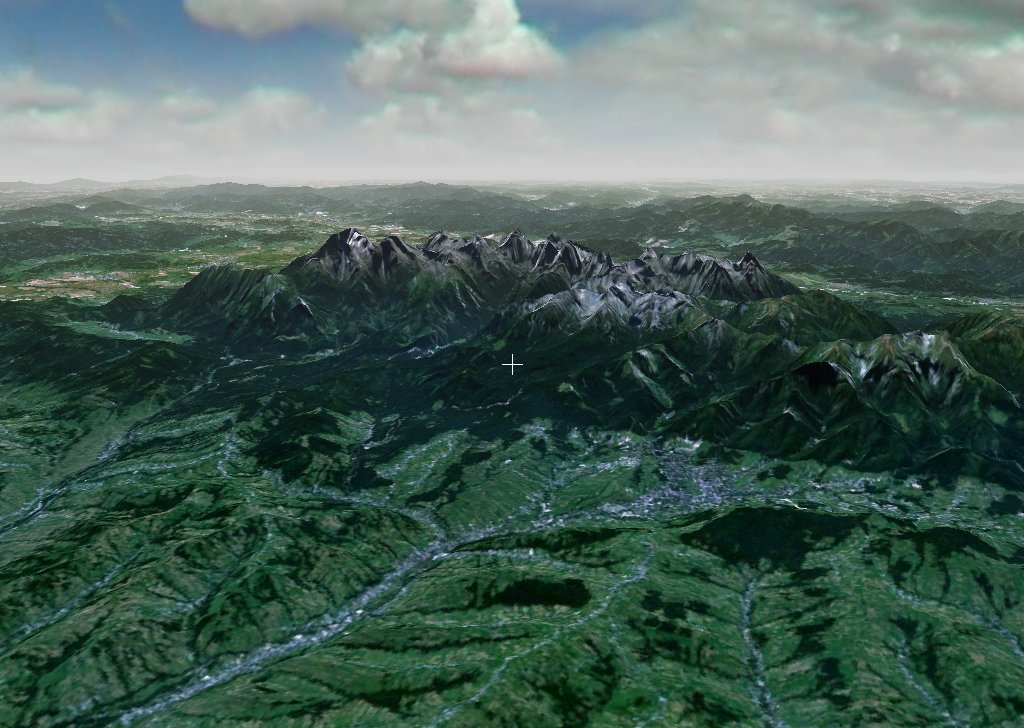
Tatra - ảnh từ công cụ [./https://en.wikipedia.org/wiki/NASA_World_Wind NASA World Wind] (Vệ tinh nhân tạo NLT Visible)

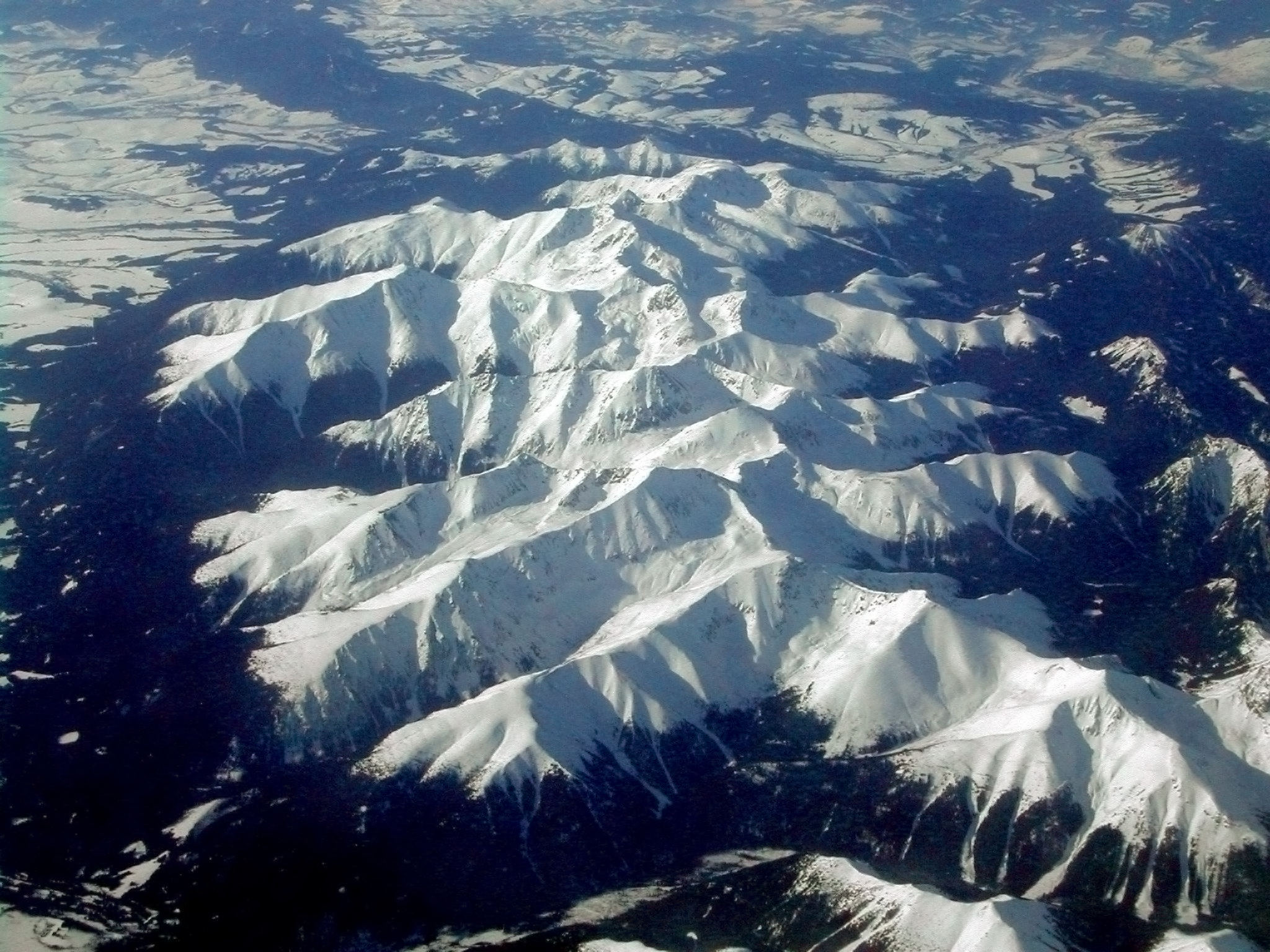
[./https://en.wikipedia.org/wiki/Western_Tatras Western Tatras] -n hìn từ độ cao trung bình

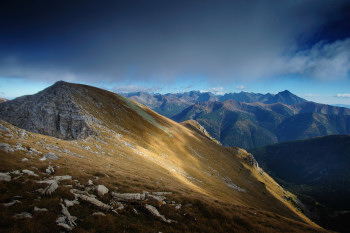
Dãy núi Tatra - Czerwone Wierchy

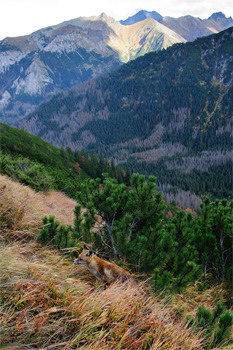
Cáo ở dãy núi Tatra

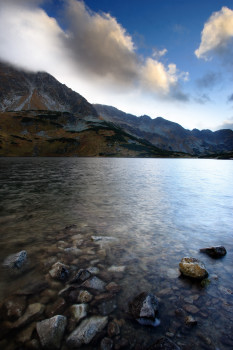
Thung lũng Ngũ Hồ

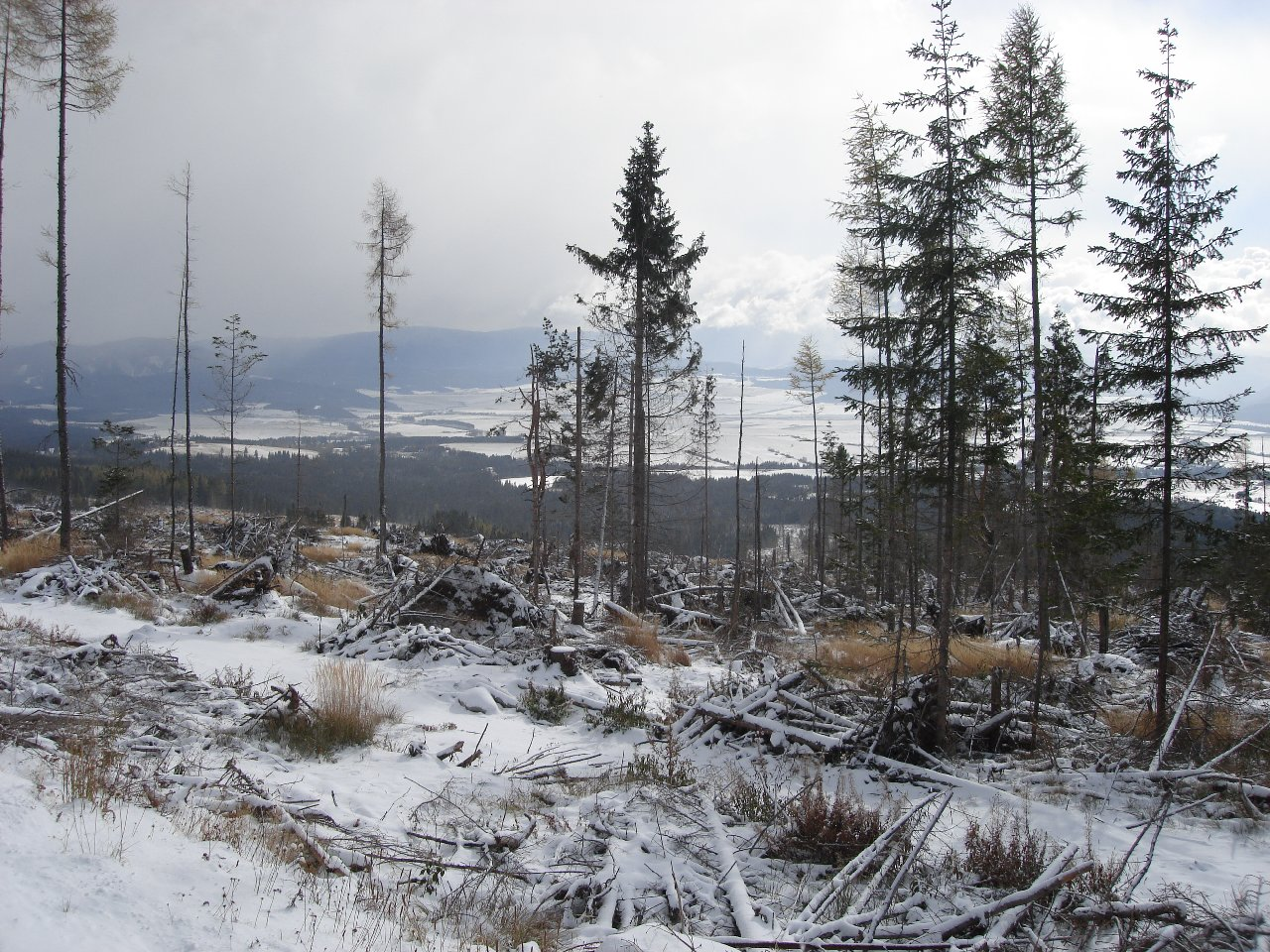
Ảnh hưởng của cơn bão năm 2004 ở Slovakia

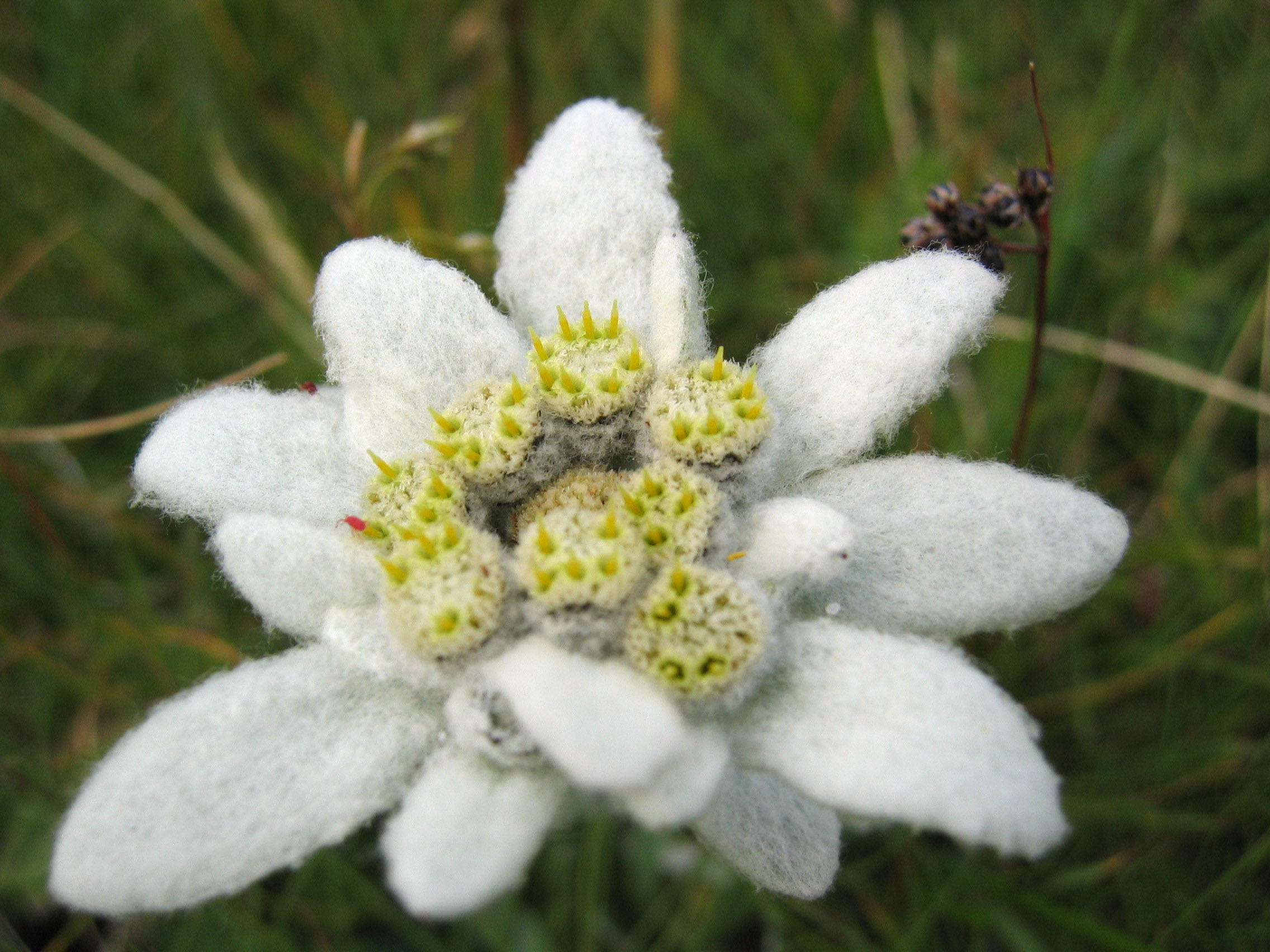
Hoa nhung tuyết

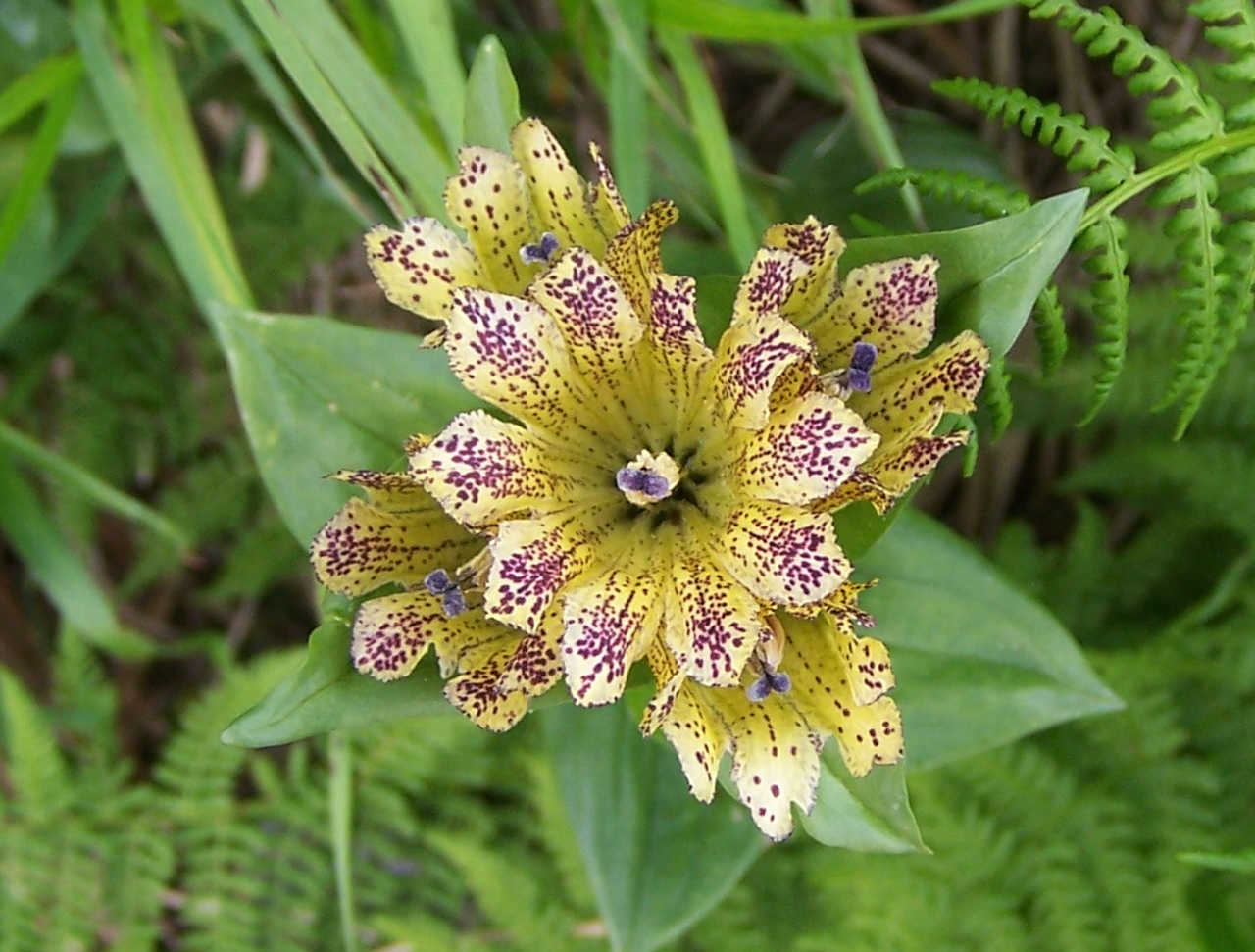
Hoa Gentiana puncata- họ Long Đởm

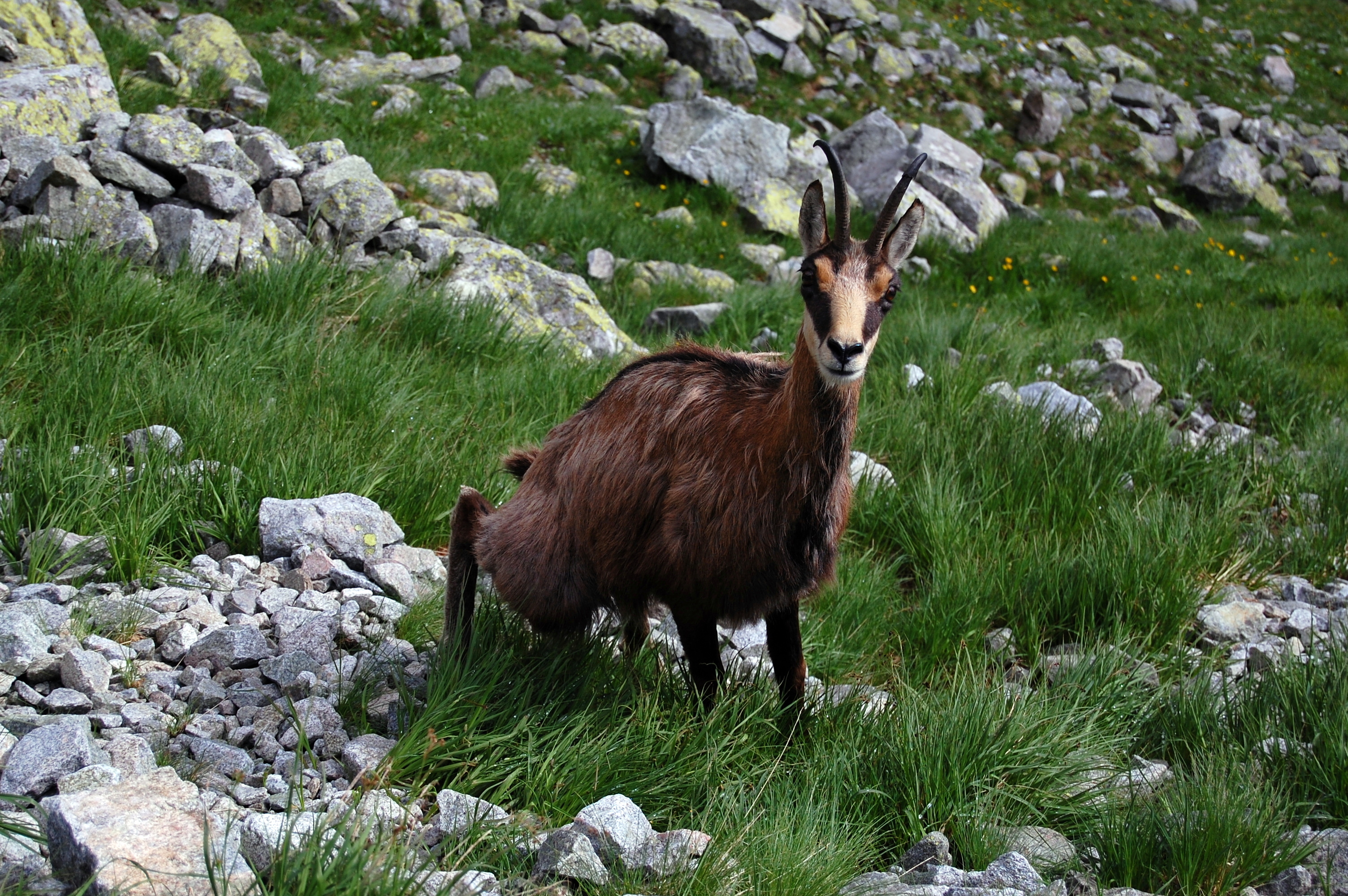
Sơn dươngTatra (Rupicapra rupicapra tatrica)

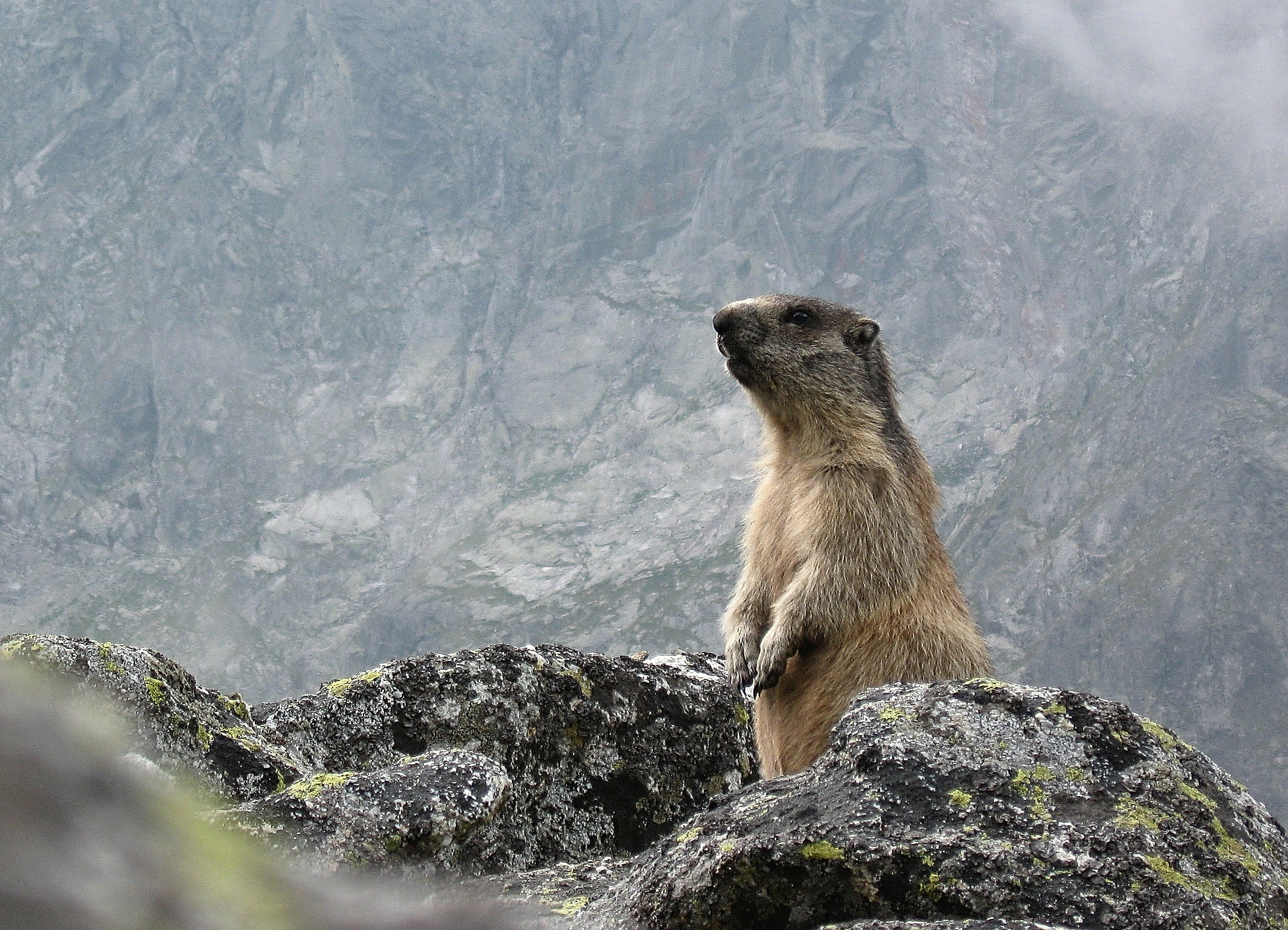
Con Mac- mốt Tatra (Marmota marmota latirostris)

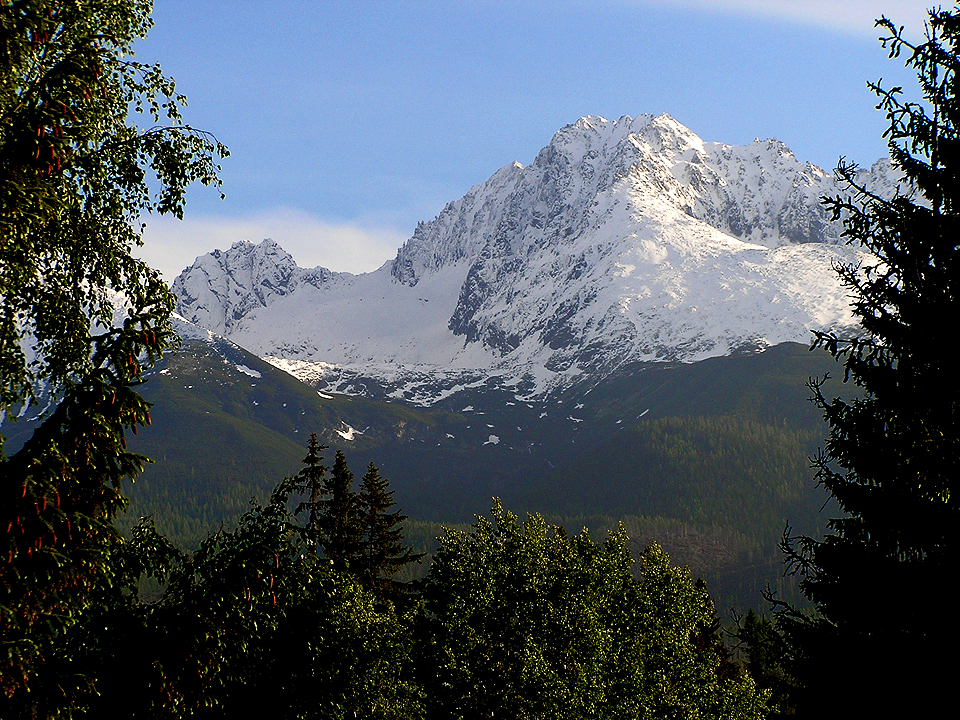
Đỉnh Gerlachovský štít, Slovakia

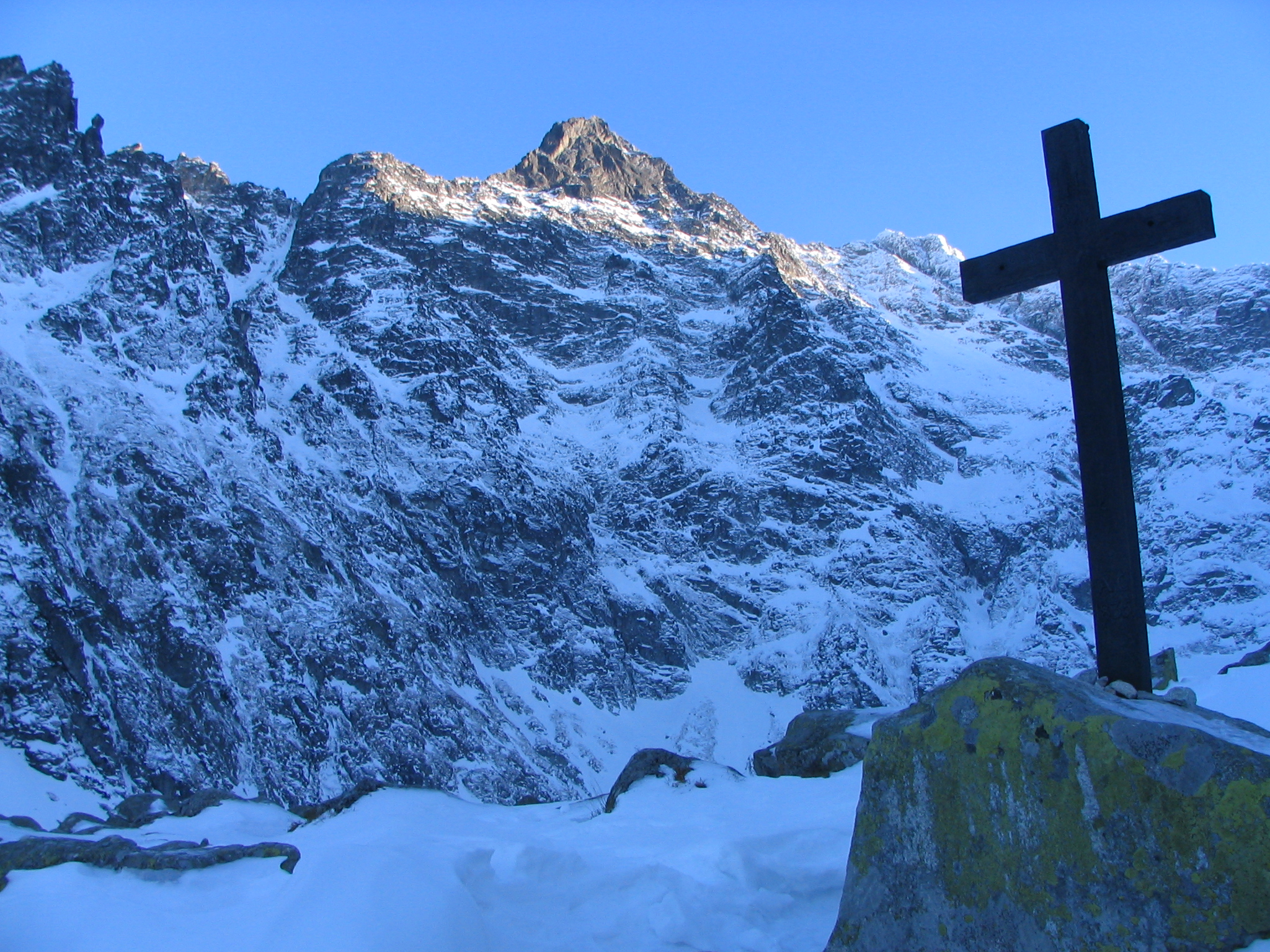
Niżnie Rysy, nhìn từ Czarny Staw pod Rysami

Núi Tatra, Tatras hoặc Tatra (Tatry trong tiếng Slovak (phát âm [ˈtatri]) và tiếng Ba Lan (phát âm [ˈtatrɨ]) - danh từ số nhiều), là một dãy núi tạo thành biên giới tự nhiên giữa Slovakia và Ba Lan. Đây là dãy núi cao nhất trong dãy núi Karpat. Dãy Tatras đang được nói đến khác với dãy Tatras thấp (tiếng Slovak: Nízke Tatry), cái nằm về phía nam dãy núi Tatra ở Slovakia.
Dãy núi Tatra có diện tích 785 kilômét vuông (303 dặm vuông Anh), trong đó khoảng 610 kilômét vuông (236 dặm vuông Anh) (77,7%) nằm trên lãnh thổ Slovakia và khoảng 175 kilômét vuông (68 dặm vuông Anh) (22,3%) thuộc lãnh thổ Ba Lan. Đỉnh cao nhất đạt 2.655 m (8710 ft), được gọi là Gerlach, nằm ở phía bắc Poprad, thuộc hoàn toàn về phía Slovakia. Điểm cao nhất ở Ba Lan, Rysy, cao 2.499 m (8200 ft), nằm ở phía nam của Zakopane, trên biên giới với Slovakia.
Chiều dài của Tatras, được đo từ chân đồi phía đông của Kobylí vrch (1109 m) đến chân đồi phía tây nam của Ostrý vrch (1128 m), theo một đường thẳng, là 57 km (35 mi) (hoặc 53 km (33 mi) theo một vài số liệu khác), Chiều dài dọc theo sống núi là 80 km (50 mi). Chiều rộng là 19 km (12 mi). Dãy chính của Tatras chạy từ làng Huty ở đầu phía tây đến làng Ždiar ở cuối phía đông.
Chính phủ bảo tồn dãy Tatras bằng cách thành lập Công viên Quốc gia Tatra, Slovakia và Công viên Quốc gia Tatra, Ba Lan. Hai công viên này cùng gia nhập vào Hệ thống khu dự trữ sinh quyển thế giới của UNESCO. Năm 1992, UNESCO đã chỉ định các công viên này của Ba Lan và Slovakia là khu dự trữ sinh quyển xuyên biên giới trong Hệ thống khu dự trữ sinh quyển thế giới, theo Chương trình Con người và Sinh quyển.

## Từ nguyên
Bản ghi đầu tiên của tên này là từ năm 999, khi Công tước Séc Boleslaus II hấp hối, ông nhớ lại khi Công tước xứ Bohemia mở rộng lãnh thổ đến vùng núi Tritri. Ngoài ra, Henry IV đã đề cập đến Giáo phận Prague với những ngọn núi Tritri trong một tài liệu khác của ông vào năm 1086. Biên niên sử Kosmas (Chronica Boemorum) cũng đề cập đến tên Tatri. vào năm 1125

## Tổng quan
Tatras là một dãy núi có hình dạng lượn sóng tự nhiên, có nguồn gốc từ núi Alps, do đó nó mang đặc trưng của một vùng núi trẻ, khá giống với cảnh quan của dãy Alps, mặc dù nhỏ hơn đáng kể. Đây là dãy núi cao nhất trong dãy Karpat.
Nó bao gồm các rặng núi bên trong của:
- Đông Tatras (Východné Tatry, Tatry Wschodnie), lần lượt bao gồm: 
  - Belianske Tatras (Belianske Tatry, Tatry Bielskie)
  - và Tatras cao (Vysoké Tatry, Tatry Wysokie)
- Tây Tatras (tiếng Slovak: Západné Tatry, tiếng Ba Lan: Tatry Zachodnie)

Khách du lịch và các nhà nghiên cứu yêu thích Tatras bởi tính tổng quan của dãy núi này. Họ cũng dễ khám phá, tiếp cận nó. Do đó, những ngọn núi này là khu tổ chức các trò chơi mùa đông nổi tiếng, với khu nghỉ mát như Poprad và thị trấn Vysoké Tatry (Thị trấn của High Tatras) được lập ra năm 1999 ở Slovakia. Khu vực này bao gồm cả khu du lịch trước đây: Štrbské Pleso, Stary Smokovec, và Tatranská Lomnica hoặc Zakopane, còn được gọi là "thủ đô mùa đông của Ba Lan". Dãy High Tatras, với 24 (hoặc 25) đỉnh đạt độ cao 2.500 m trên mực nước biển, cùng với dãy Nam Karpat, trở thành đại diện cho dãy núi thuộc cảnh quan núi cao duy nhất trong bán kính 1.200 kilômét (746 dặm) quanh Karpat.

## Quyền sở hữu và tranh chấp biên giới
Đến cuối thời kỳ Liên bang Ba Lan và Lietuva, biên giới với Vương quốc Hungary ở Tatras không được xác định chính xác. Tatras trở thành một vùng biên giới không có người ở. Vào ngày 20 tháng 11 năm 1770, dưới vỏ bọc bảo vệ chống lại bệnh dịch hạch ở Podolia, một đội quân Áo đã xâm nhập vào vùng đất Ba Lan và thành lập một rào cản để ngăn lây lan dịch bệnh, chiếm giữ Sądecczyzna, Spiš và Podhale. Hai năm sau, sự kiện Phân chia Ba Lan thứ nhất giao đất cho Áo. Vào năm 1824, vùng Zakopane và khu vực xung quanh Morskie Oko đã được mua từ chính quyền của Đế quốc Áo bởi một người Hungary tên là Emanuel Homolacs. Khi Áo-Hungary được thành lập vào năm 1867, dãy núi Tatra đã trở thành biên giới tự nhiên giữa hai quốc gia của chế độ quân chủ kép, nhưng biên giới vẫn chưa được xác định chính xác. Năm 1889, Władysław Zamoyski, một Bá tước Ba Lan đã mua đấu giá khu vực Zakopane cùng với khu vực xung quanh Morskie Oko. Do nhiều tranh chấp về quyền sở hữu đất đai vào cuối thế kỷ 19, các nỗ lực phân định biên giới đã được thực hiện. Họ đã không thể đưa ra thống nhất cho đến năm 1897, vụ kiện đã được đưa ra tòa án quốc tế. Vào ngày 13 tháng 9 năm 1902, biên giới Áo-Hung trong khu vực tranh chấp được xác định chính xác.
Một tranh chấp biên giới mới giữa Ba Lan và Tiệp Khắc đã bắt đầu ngay sau khi Chiến tranh thế giới thứ nhất kết thúc, khi hai quốc gia này được thành lập. Trong số các yêu sách của mình, Ba Lan tuyên bố quyền sở hữu một phần lớn của khu vực Spiš. Yêu cầu này cũng bao gồm các tiểu vùng của dãy núi Tatra. Sau nhiều năm xung đột biên giới, hiệp ước đầu tiên (với sự hỗ trợ bởi Hội Quốc Liên) đã được ký kết vào năm 1925, theo đó Ba Lan nhận được một phần cực bắc của vùng Spiš, ngay bên ngoài (về phía đông bắc) dãy núi Tatra, do đó không thay đổi biên giới trên núi. Trong Chiến tranh thế giới thứ hai, hai bên xung đột gay gắt nhằm chiếm nhiều đất đai hơn, nhưng hiệp ước cuối cùng được ký vào năm 1958 (có hiệu lực cho đến ngày nay) đã bảo tồn đường biên giới được thống nhất vào năm 1925.

### Biên giới và đi bộ đường dài
Với sự sụp đổ của Đế quốc Áo vào năm 1918 và sự thành lập của Ba Lan và Tiệp Khắc, dãy núi Tatra bắt đầu bị chia cắt bởi biên giới quốc tế. Điều này mang lại những khó khăn đáng kể cho khách bộ hành, vì việc đi qua biên giới mà không đi qua một trạm kiểm soát biên giới chính thức là bất hợp pháp, và trong nhiều thập kỷ, không có trạm kiểm soát cho người đi bộ ở bất cứ đâu trên sườn núi biên giới. Các cửa khẩu biên giới đường bộ gần nhất nằm ở Tatranská Javorina - ysa Polana và Podspády - Jurgów ở phía đông, và Thatá Hora - Chocholów ở phía tây. Thật vậy, những khách bộ hành vượt qua biên giới mà không ngang qua những cửa khẩu này thường bị cảnh sát biên giới của cả hai nước phạt hoặc thậm chí bị giam giữ. Mặt khác, biên giới lỏng lẻo, dễ xuyên qua trong dãy núi Tatra cũng bị lợi dụng nhiều cho việc buôn lậu hàng hóa xuyên biên giới như rượu, thuốc lá, cà phê, v.v... giữa Ba Lan và Tiệp Khắc. Chỉ trong năm 1999, hơn 80 năm sau khi Đế quốc Áo giải thể, chính phủ Ba Lan và Slovakia đã ký một thỏa thuận chỉ định một số cửa khẩu biên giới miễn kiểm tra (chỉ có cảnh sát biên giới kiểm tra bất chợt) đối với người đi bộ và đi xe đạp trên đường biên giới Slovak-Ba Lan dài 444 km. Một trong những đường biên giới này được tạo ra chính bởi dãy núi Tatra, trên đỉnh Rysy. Tuy nhiên, vẫn còn những con đường mòn chạy qua biên giới trên nhiều đỉnh núi và đèo khác, nơi mà việc băng qua vẫn là bất hợp pháp. Tình trạng này cuối cùng đã được khắc phục vào năm 2007, khi cả hai quốc gia gia nhập Khối Schengen. Kể từ đó, việc vượt qua biên giới tại bất kỳ nơi nào giữa biên giới 2 quốc gia cũng là hoàn toàn hợp pháp (nghĩa là không có trạm kiểm soát chính thức nào nữa). Tất nhiên, những quy tắc của các công viên quốc gia ở cả hai bên biên giới vẫn được áp dụng. Họ hạn chế đi bằng những con đường mòn chính thức này và (đặc biệt là ở phía Slovakia) bắt buộc phải đóng cửa theo mùa để bảo vệ động vật hoang dã.

## Khí hậu
Tatras nằm trong khu vực ôn đới của Trung Âu. Dãy núi này có ảnh hưởng lớn đối với sự chuyển động của khối không khí. Địa hình núi của Tatras biến nơi này trở thành một trong những vùng khí hậu đa dạng nhất khu vực đó.

### Lượng mưa
Lượng mưa cao nhất được ghi nhận ở các sườn phía bắc của dãy núi. Trong tháng 6 và tháng 7, lượng mưa hàng tháng đạt khoảng 250 mm (10 in). Lượng mưa trung bình từ 215 đến 228 ngày một năm. Dông trung bình 36 ngày một năm.

### Lớp phủ tuyết
Độ dày tối đa trên đỉnh lên tới:
- ở Ba Lan - Kasprowy Wierch: 355 cm (140 in)
- ở Slovakia - Lomnický Štít: 410 cm (161 in)

Đỉnh núi đôi khi được bao phủ bởi tuyết hoặc băng trong suốt cả năm, thường xuyên xảy ra hiện tượng tuyết lở.

### Nhiệt độ
Biên độ nhiệt từ −40 °C (−40 °F) vào mùa đông đến 33 °C (91 °F) trong những tháng ấm hơn. Nhiệt độ cũng thay đổi tùy theo độ cao và mức phơi nắng theo độ dốc núi nhất định. Nhiệt độ dưới 0 °C (32 °F) kéo dài khoảng 192 ngày trên các đỉnh núi.

### Gió
Tốc độ gió trung bình trên các đỉnh là 6 m/giây.
- gió nam ở phía bắc
- gió tây ở chân núi Tatra (lưu vực Orava -Nowy Targ)
- gió phơn (tiếng Ba Lan: halny) thường thổi vào giữa tháng Mười và tháng Năm. Gió ấm,khô và có thể gây ra thiệt hại lớn.
- Tốc độ gió tối đa là 288 km/h (179 mph) (số liệu đo được vào ngày 6 tháng 5 năm 1968).[6]

Vào ngày 19 tháng 11 năm 2004, phần lớn các khu rừng ở phía Nam Slovakia của High Tatras đã bị hư hại do một cơn bão gió mạnh. Ba triệu mét khối cây bị bật gốc, hai người chết và một số ngôi làng bị mất liên lạc hoàn toàn. Một vụ cháy rừng sau đó đã gây ra thiệt hại còn nghiêm trọng hơn cho khu vực này, và sẽ mất nhiều năm cho đến khi hệ sinh thái địa phương được phục hồi hoàn toàn.

## Hệ thực vật
Dãy núi Tatra có thảm thực vật đa dạng. Nơi đây là nhà của hơn 1.000 loài thực vật có mạch, khoảng 450 loài rêu, 200 loài rêu tản, 700 loài địa y, 900 loài nấm và 70 loài nấm mốc. Có năm vành đai thực vật khí hậu ở Tatras.
Sự phân bố của thực vật phụ thuộc vào độ cao:
- ở độ cao 1.300 m: Rừng sồi Carpathian; Hầu như không có lớp cây bụi nào, lớp cây thân thảo chiếm phần lớn tầng rừng
- ở độ cao 1.550 m: Rừng vân sam; lớp cây bụi phát triển kém, rêu là loài chính
- ở độ cao 1.800 m: Núi thông, nhiều loại thảo mộc
- ở độ cao 2.300 m: đồng cỏ cao
- từ 2.300 m trở lên: Subnivean - đá trần và hầu như không có thảm thực vật (chủ yếu là địa y)

## Động vật
Dãy núi Tatra là quê hương của nhiều loài động vật: 54 loài gấu nước, 22 loài giun dẹt, 100 loài luân trùng, 22 loài giáp xác, 162 loài nhện, 81 loài thân mềm, 43 loài thú, 200 loài chim, 7 loài lưỡng cư và 2 loài bò sát.
Các động vật có vú đáng chú ý nhất là sơn dương Tatra, sóc mac-mot, chuột tuyết, gấu nâu, sói, linh miêu Á-Âu, hươu đỏ, hươu nai và lợn rừng. Các loài Cá đáng chú ý bao gồm cá hồi nâu và cá đầu bò alpine.
Các loài động vật chân đốt đặc hữu bao gồm ruồi giấm, nhện Xysticus alpicola  và một loài bọ đuôi

## Các đỉnh núi
- Gerlachovský štít (2.655 mét hay 8.711 foot), đỉnh cao nhất ở Slovakia
- Kriváň (2.495 mét hay 8.186 foot) biểu tượng được in trên đồng tiền xu
- Lomnický štít (2.634 mét hay 8.642 foot)
- Đài thiên văn Skalnaté pleso (1.751 mét hay 5.745 foot)
- Bystrá (2.248 mét hay 7.375 foot)

### Đông Tatras

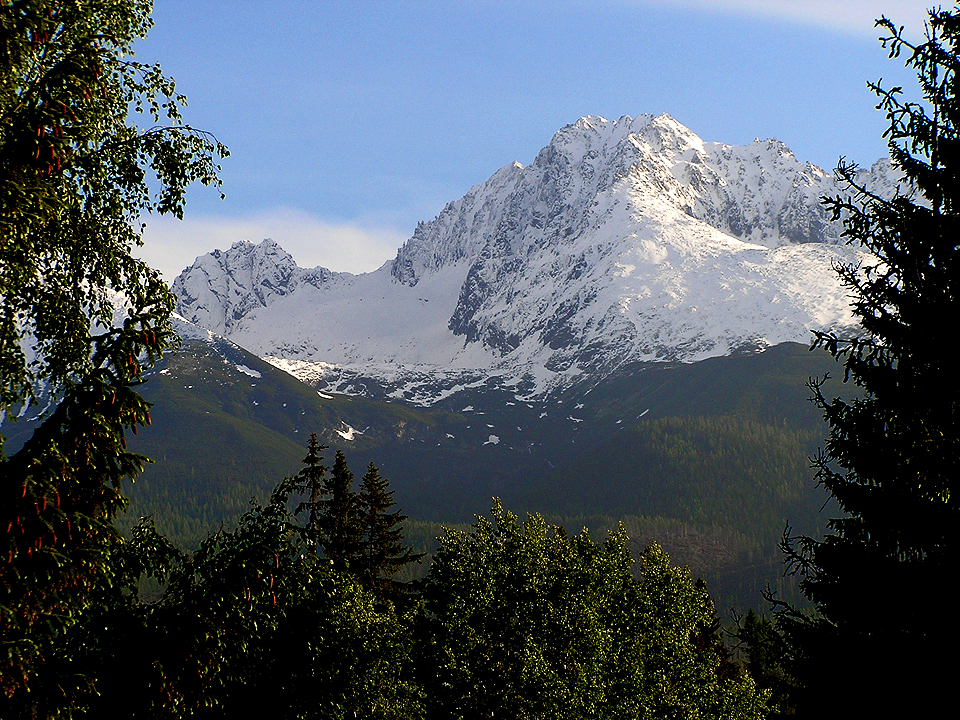
Gerlachovský štít - 2655 m (Slovakia)
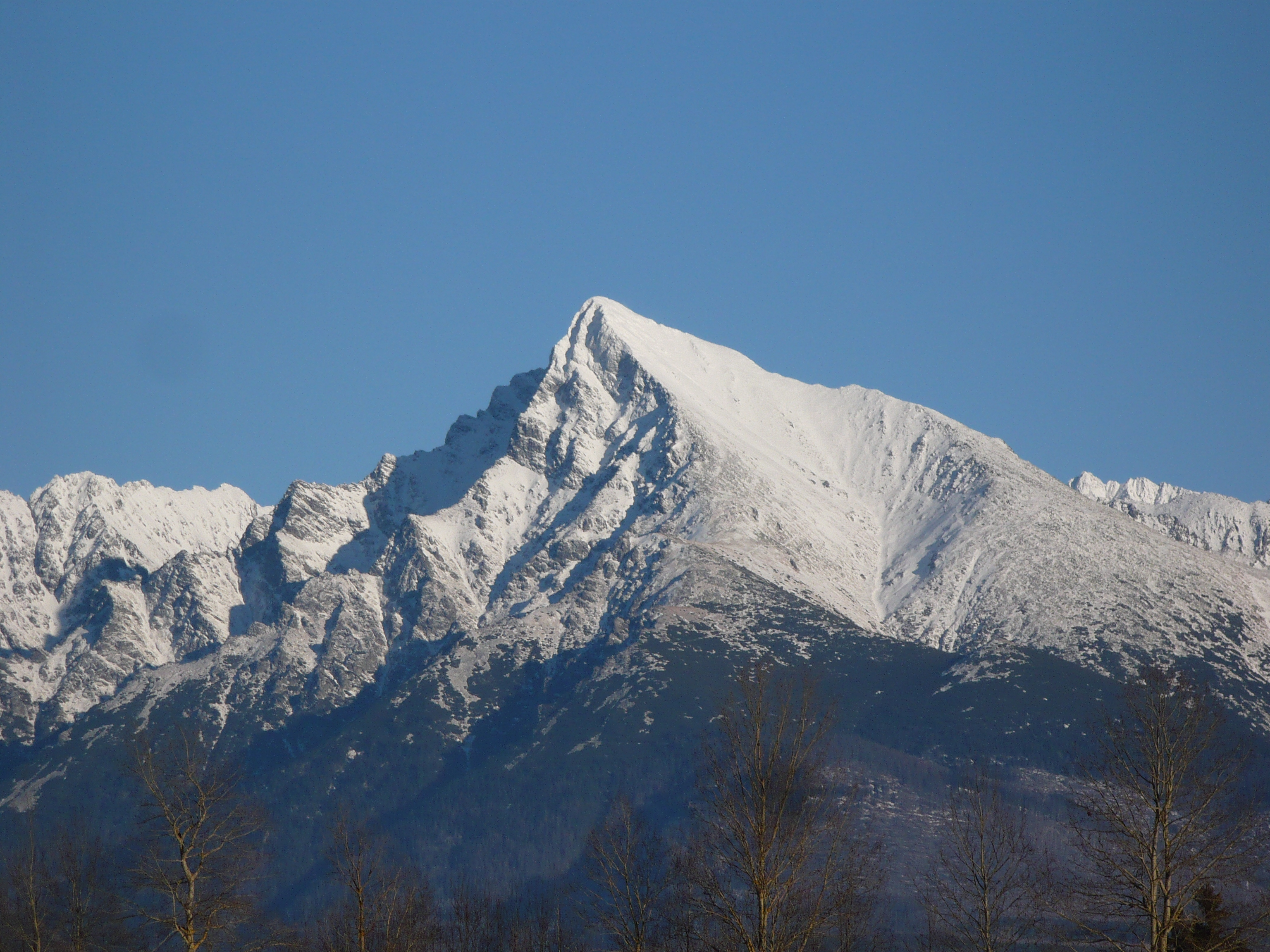
Kriváň (2495 m) biểu tượng được in trên đồng tiền xu
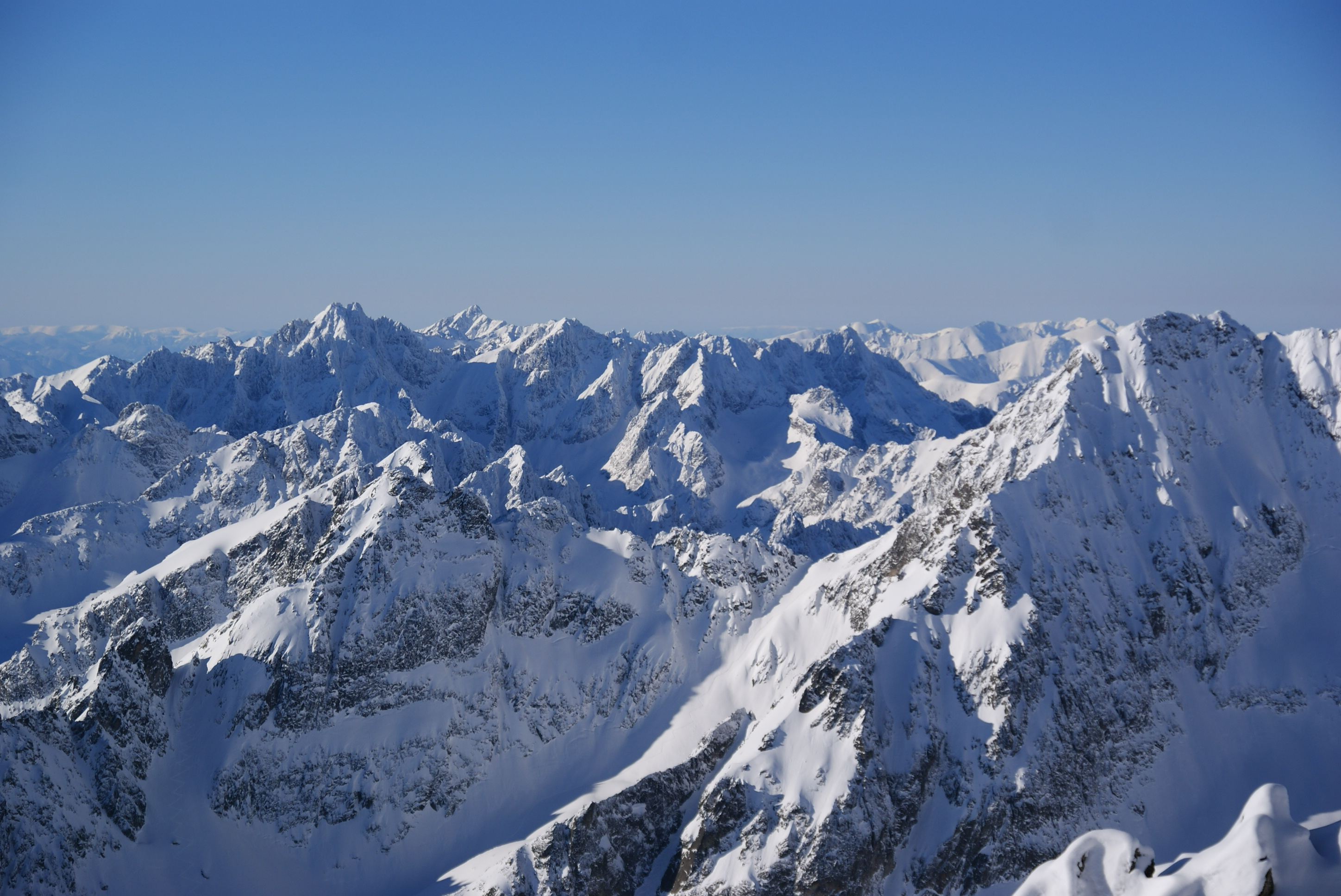
Lomnický štít - 2634 m (Slovakia)
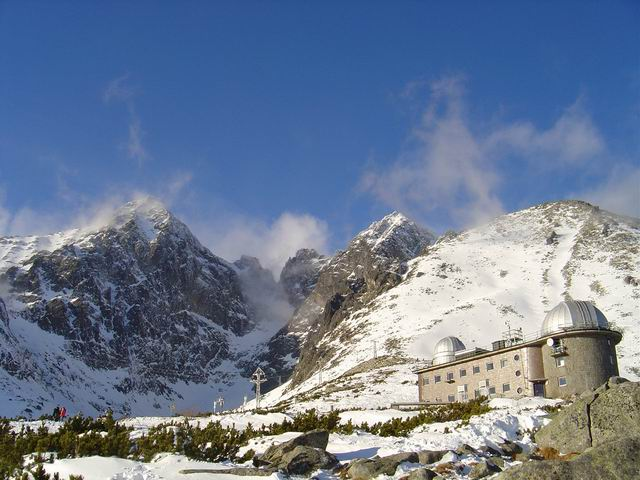
Đài thiên văn Skalnaté pleso (1751 m)
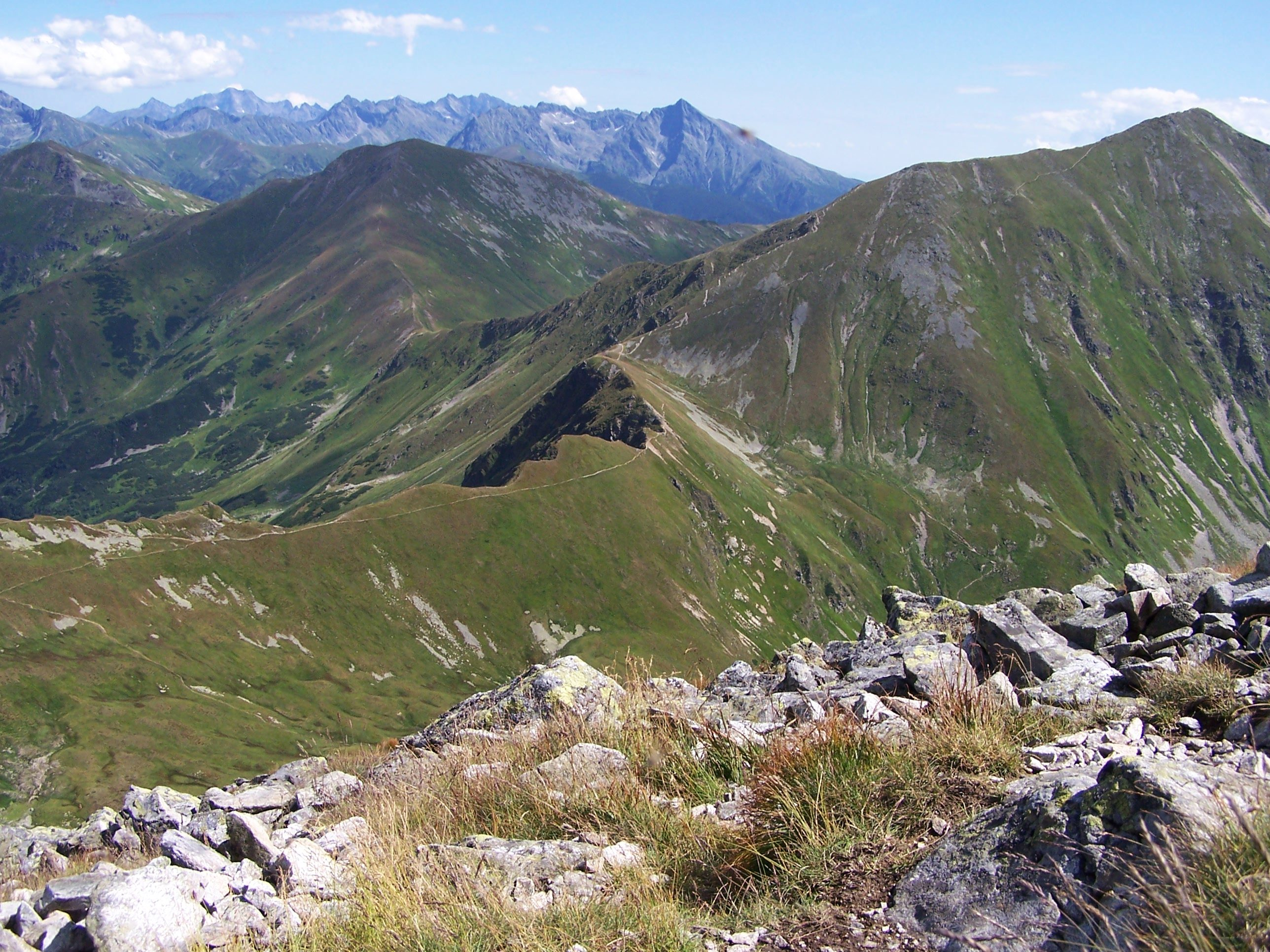
Bystrá (2248 m)

- Ľadový štít - 2627 m (Slovakia)
- Pyšný štít - 2621 m (Slovakia)
- Zadný Gerlach - 2616 m (Slovakia)
- Lavínový štít - 2606 m (Slovakia)
- Ľadová kopa - 2602 m (Slovakia)
- Kotlový štít - 2601 m (Slovakia)
- Malý Pyšný štít - 2592 m (Slovakia)
- Kežmarský štít - 2558 m (Slovakia)
- Vysoká - 2547 m (Slovakia)
- Končistá - 2538 m (Slovakia)
- Baranie rohy - 2526 m (Slovakia)
- Dračí štít - 2523 m (Slovakia)
- Ťažký štít - 2520 m (Slovakia)
- Malý Kežmarský štít - 2513 m (Slovakia)
- Rysy - 2503 m, 2499 m (Slovakia / Ba Lan)
- Kriváň - 2495 m (Slovakia)
- Slavkovský štít - 2452 m (Slovakia)
- Batizovský štít - 2448 m (Slovakia)
- Veľký Mengusovský štít (tiếng Slovak); Mięguszowiecki Szczyt Wielki (Ba Lan) - 2438 m (Slovakia / Ba Lan)
- Malé Rysy (tiếng Slovak); Niżnie Rysy (Ba Lan) - 2430 m (Slovakia / Ba Lan)
- Východna Vysoka - 2429 m (Slovakia)
- Východný Mengusovský štít (tiếng Slovak); Mięguszowiecki Szczyt Czarny (Ba Lan) - 2410 m (Slovakia / Ba Lan)
- Prostredný Mengusovský štít (tiếng Slovak); Mięguszowiecki Szczyt Pośredni (Ba Lan) - 2393 m (Slovakia / Ba Lan)
- Čubrina (tiếng Slovak); Cubryna (Ba Lan) - 2376 m (Slovakia / Ba Lan)
- Svinica (tiếng Slovak); Winica (Ba Lan) - 2301 m (Slovakia / Ba Lan)
- Kozi Wierch - 2291 m (Ba Lan)
- Jahňaci štít - 2230 m (Slovakia)
- Zamarła Turnia - 2179 m (Ba Lan)
- Kościelec - 2155 m (Ba Lan)
- Mnich - 2068 m (Ba Lan)

### Tây Tatras
- Bystrá - 2248 m (Slovakia)
- Jakubina - 2194 m (Slovakia)
- Baranec - 2184 m (Slovakia)
- Baníkov - 2178 m (Slovakia)
- Klin (tiếng Slovak); Starorobociański Wierch (Ba Lan) - 2176 m (Slovakia / Ba Lan)
- Pachoľa - 2167 m (Slovakia)
- Hrubá kopa - 2166 m (Slovakia)
- Nižná Bystrá - 2163 m (Slovakia)
- Štrbavy - 2149 m (Slovakia)
- Jalovecký príslop - 2142 m (Slovakia)
- Hrubý vrch (tiếng Slovak); Jarząbczy Wierch (Ba Lan) - 2137 m (Slovakia / Ba Lan)
- Tri kopy - 2136 m (Slovakia)
- Veľká Kamenistá (tiếng Slovak); Kamienista (Ba Lan) - 2126 m (Slovakia / Ba Lan)
- Krzesanica - 2122 m (Slovakia / Ba Lan) - đỉnh Czerwone Wierchy / Red Mountains
- Volovec (tiếng Slovak); Wołowiec (Ba Lan) - 2064 m (Slovakia / Ba Lan)
- Kasprov vrch (tiếng Slovak); Kasprowy Wierch (Ba Lan) - 1987 m (Slovakia / Ba Lan)
- Giewont - 1894 m (Ba Lan)
- Sivý vrch - 1809 m (Slovakia)

## Du lịch
Năm 1683, một tác giả ẩn danh đã xuất bản một cuốn sách về những cuộc phiêu lưu và du ngoạn ở Tatras. Tác phẩm này trở nên rất nổi tiếng ở châu Âu và góp phần vào sự phát triển của du lịch ở Tatras. Sau này, tác giả của cuốn sách công khai danh tính là Daniel Speer, sinh ra ở Wrocław, người đã có thời gian sống ở tiểu vùng Tatra.
Điểm đến du lịch nổi tiếng nhất ở Ba Lan là Zakopane, ngoài ra còn có các điểm du lịch phát triển khác như Kościelisko, Poronin, Biały Dunajec, Bukowina Tatrzańska, Białka Tatrzańska, Murzasichle, Małe Ciche, Ząb, Jurgów, Brzegi.
Tại Slovakia, điểm du lịch nổi tiếng nhất là thành phố Vysoké Tatry, bao gồm ba phần: Štrbské Pleso, Starý Smokovec và Tatranská Lomnica.
"Núi quốc gia" của Ba Lan (điển hình trong thần thoại và văn hóa dân gian) là Giewont, trong khi "Núi quốc gia" của Slovak là Kriváň.

### Đường mòn

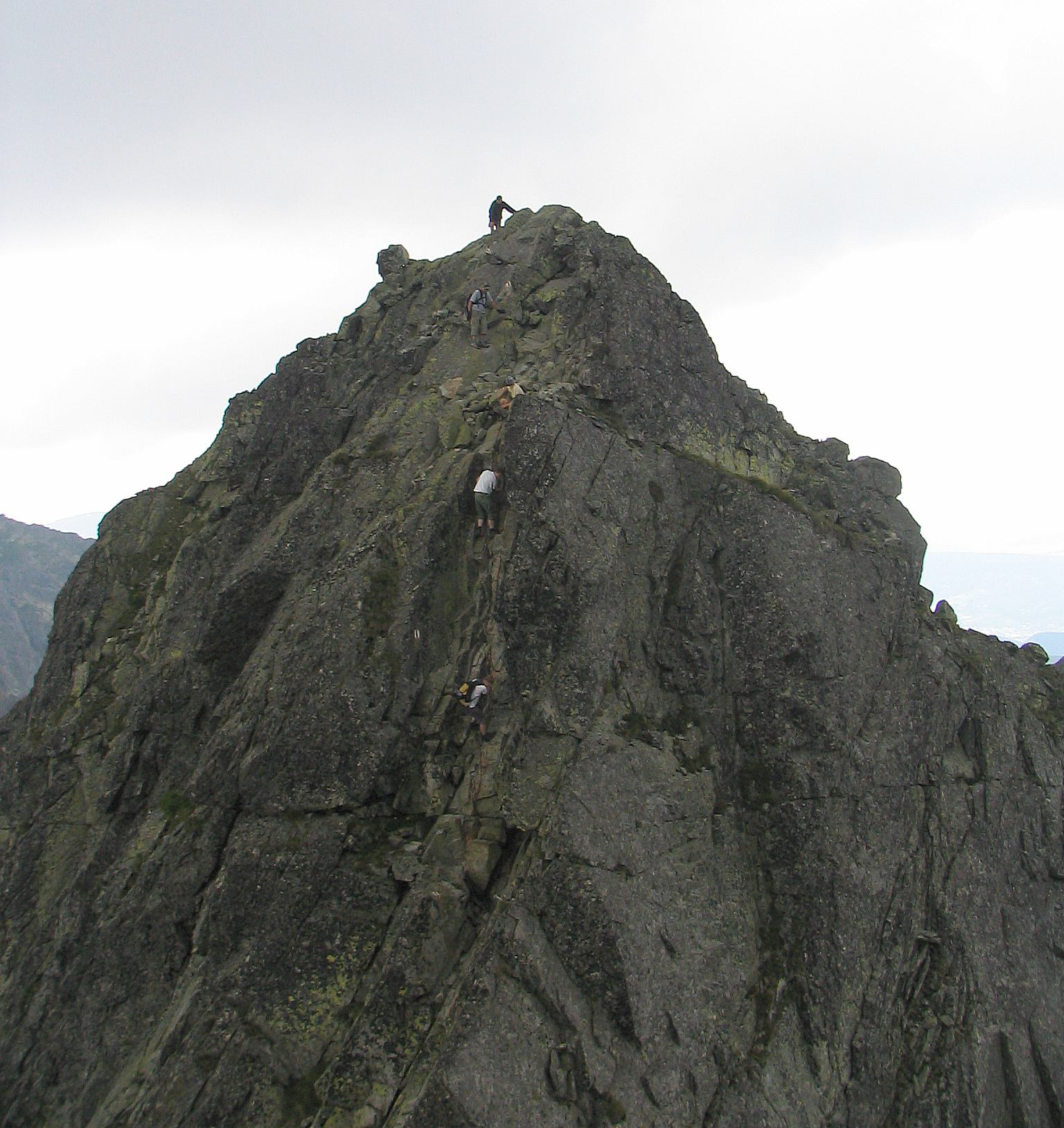
Orla Perć - từ đỉnh Kozie Czuby

Orla Perć được coi là đường mòn trên núi khó đi và nguy hiểm nhất trong dãy Tatras, một điểm đến chỉ dành cho khách du lịch và người leo núi có kinh nghiệm. Nó nằm trọn trong phần núi Tatras của lãnh thổ Ba Lan, được khai phá vào năm 1901 bởi Franciszek Nowicki, một nhà thơ và hướng dẫn viên du lịch núi đồi người Ba Lan, và được xây dựng từ năm 1903-1906. Hơn 100 người đã mất mạng trên tuyến đường kể từ khi nó được mở. Con đường được đánh dấu bằng các dấu hiệu màu đỏ.
Điểm cao nhất trong dãy núi Tatra có thể được vào tự do là dọc theo một con đường được dán nhãn là Rysy. 
Hầu hết các đỉnh núi ở Tây Tatras (ở cả hai bên biên giới), bao gồm cả sườn núi chính đều có thể vào tự do bằng những con đường mòn đi bộ. Núi Đông Tatras trong phần lãnh thổ Slovakia chỉ có bảy đỉnh (trong tổng số 48 đỉnh với Phần lồi địa hình ít nhất là 100 m) có thể được phép lên bằng cách đi bộ đường dài (Rysy, Svinica / Świnica, Slavkovský STIT, Kriváň, Kôprovský STIT, Východná Vysoka, và Jahňací Stit). Hai trong số này (Rysy và Svinica / winica) nằm ở biên giới với Ba Lan và có thể trèo lên từ phía Ba Lan. Phần còn lại của các đỉnh ở phía Slovakia (bao gồm cả đỉnh cao nhất - Gerlachovský štít) chỉ được lên khi đi cùng hướng dẫn viên du lịch đồi núi có chứng nhận chuyên nghiệp. Các thành viên UIAA - Liên đoàn Leo núi Quốc tế có thể leo lên mà không cần đi cùng hướng dẫn viên được chứng nhận, nhưng không sử dụng các tuyến đường thông thường (dễ nhất) (tính từ mức độ khó III).
Trong phần lãnh thổ Slovakia, hầu hết các lối mòn đi bộ đường dài ở Tatras đều đóng cửa từ ngày 1 tháng 11 đến ngày 15 tháng 6. Chỉ có những con đường mòn từ các khu định cư lên đến các túp lều trên núi được mở. Ở Ba Lan, những con đường mòn được mở quanh năm.

## Sự tham gia của con người
Vào thế kỷ 18 và 19, những ngọn núi được sử dụng để chăn thả cừu và khai thác mỏ. Nhiều cây đã bị đốn hạ để nhường đường cho các hoạt động của con người. Mặc dù các hoạt động này đã được dừng lại, nhưng vẫn để lại tác động tiêu cực đến giờ. Hơn nữa, ô nhiễm từ các khu vực công nghiệp của Krakow ở Ba Lan hoặc Ostrava ở Cộng hòa Séc, cũng như du lịch, gây ra thiệt hại đáng kể. Tuy nhiên, các tình nguyện viên bắt đầu các sự kiện thu gom rác thường xuyên ở cả hai bên biên giới.
Công viên quốc gia Slovakia Tatra (công viên Tatranský národný; TANAP) được thành lập vào năm 1949 (738 km2, 285 dặm vuông Anh) và Công viên Quốc gia Tatra Ba Lan (Tatrzański Park Narodowy) được thành lập vào năm 1954 (215.56 km2). Hai công viên đã được thêm vào danh sách Khu dự trữ sinh quyển của UNESCO năm 1993.
Vào năm 2013, Liên minh Bảo tồn Thiên nhiên Quốc tế đã đe dọa hủy bỏ tư cách của Vườn quốc gia Tatra Slovakia vì các khoản đầu tư lớn (chủ yếu vào cơ sở hạ tầng trượt tuyết) trong công viên, gây ảnh hưởng nghiêm trọng đến cảnh quan và thiên nhiên.

## Tác phẩm văn hóa nghệ thuật nổi tiếng
- "A 1930's ski-movie, filmed in Tatras, Poland". nevaasport.com. Bản gốc lưu trữ ngày 21 tháng 6 năm 2007. Truy cập ngày 16 tháng 5 năm 2019.{{Chú thích web}}:  Quản lý CS1: bot: trạng thái URL ban đầu không rõ (liên kết)
- Bộ phim Ravenous năm 1999 được quay ở dãy núi Tatra.[10]
- Năm 2006, bộ phim Bollywood Fanaa, miêu tả những địa điểm ở Kashmir, được quay tại Zakopane, chủ yếu vì những rủi ro liên quan đến nổi dậy ở Kashmir, cũng do phong cảnh núi non tương đồng.   [11]

## Hình ảnh

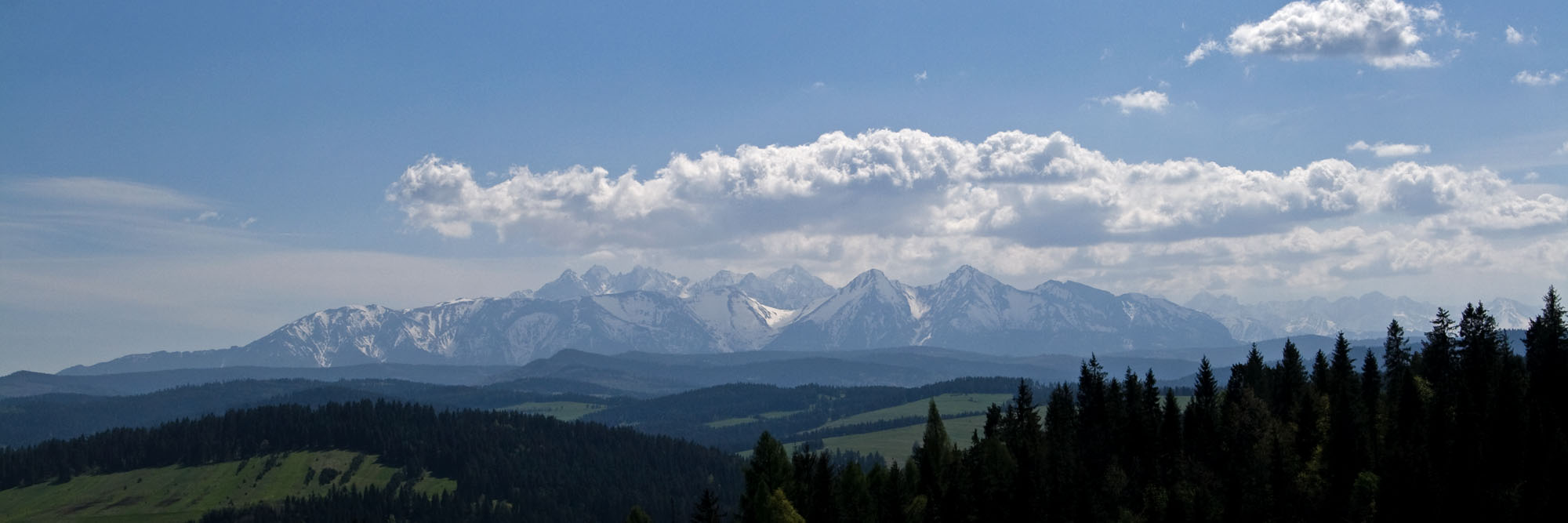
Dãy núi Tatra nhìn từ dãy núi Pieniny, Ba Lan

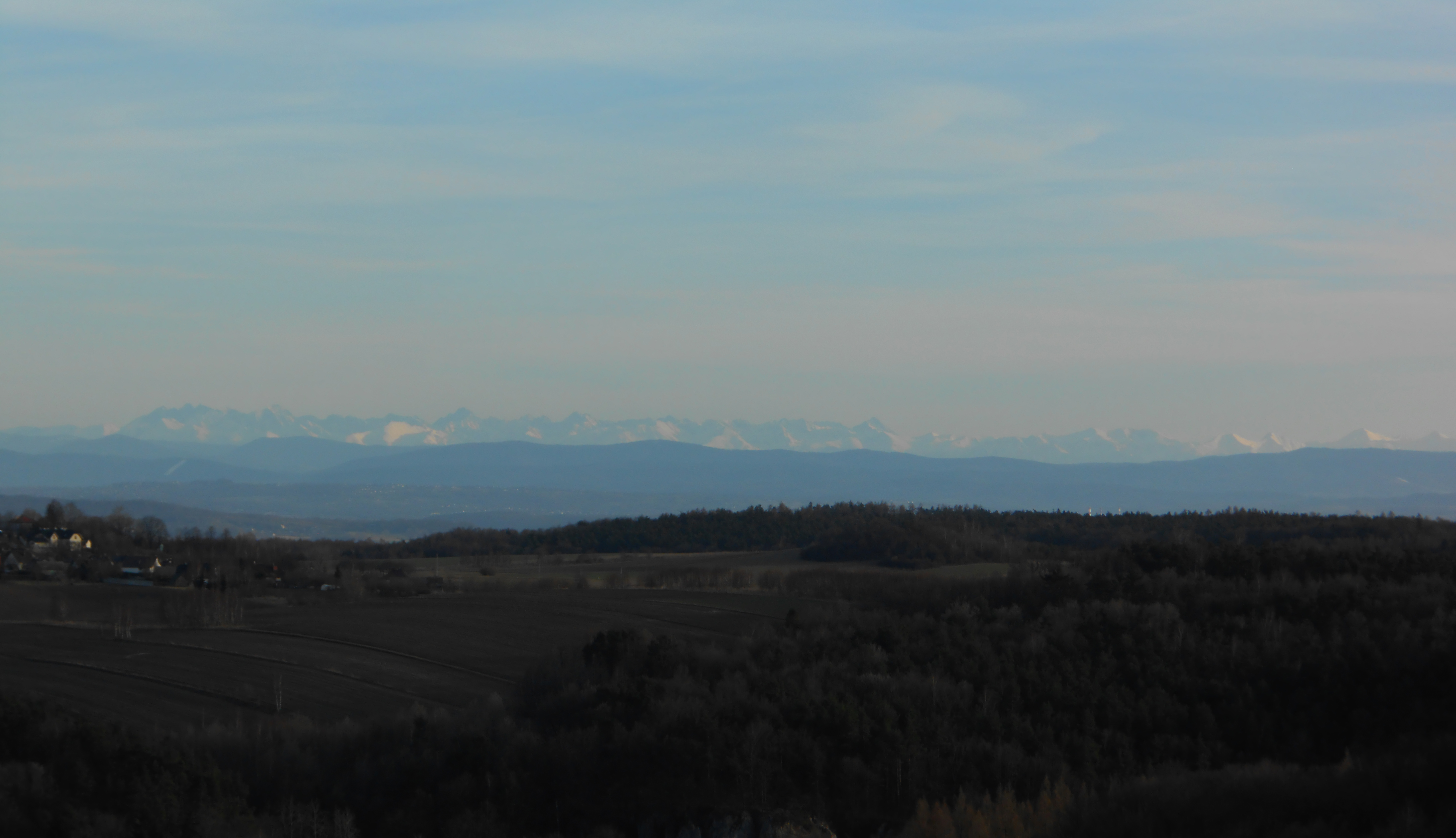
Toàn cảnh núi Tatra từ "Đồi 502" gần Krakow

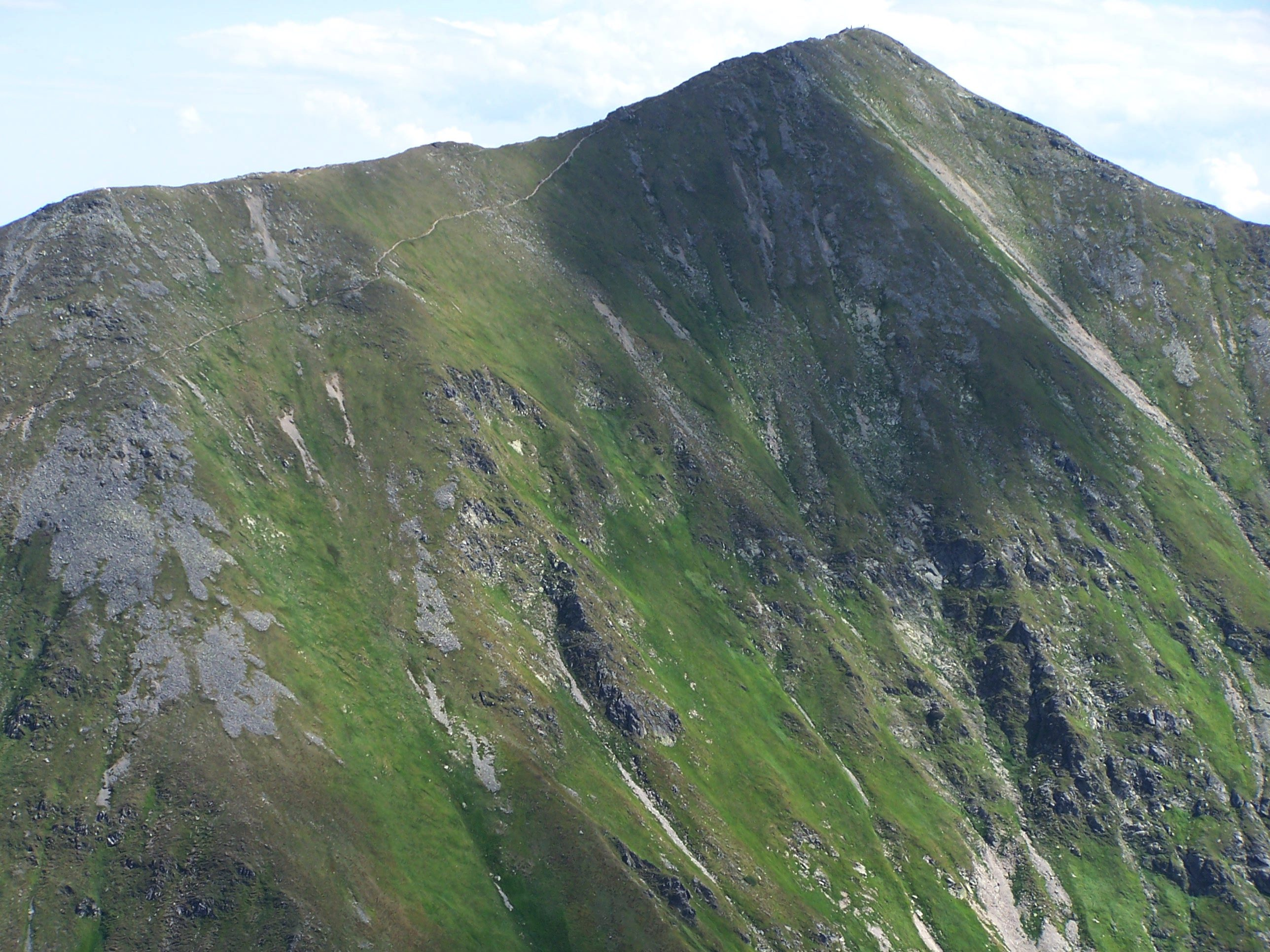
Bystrá

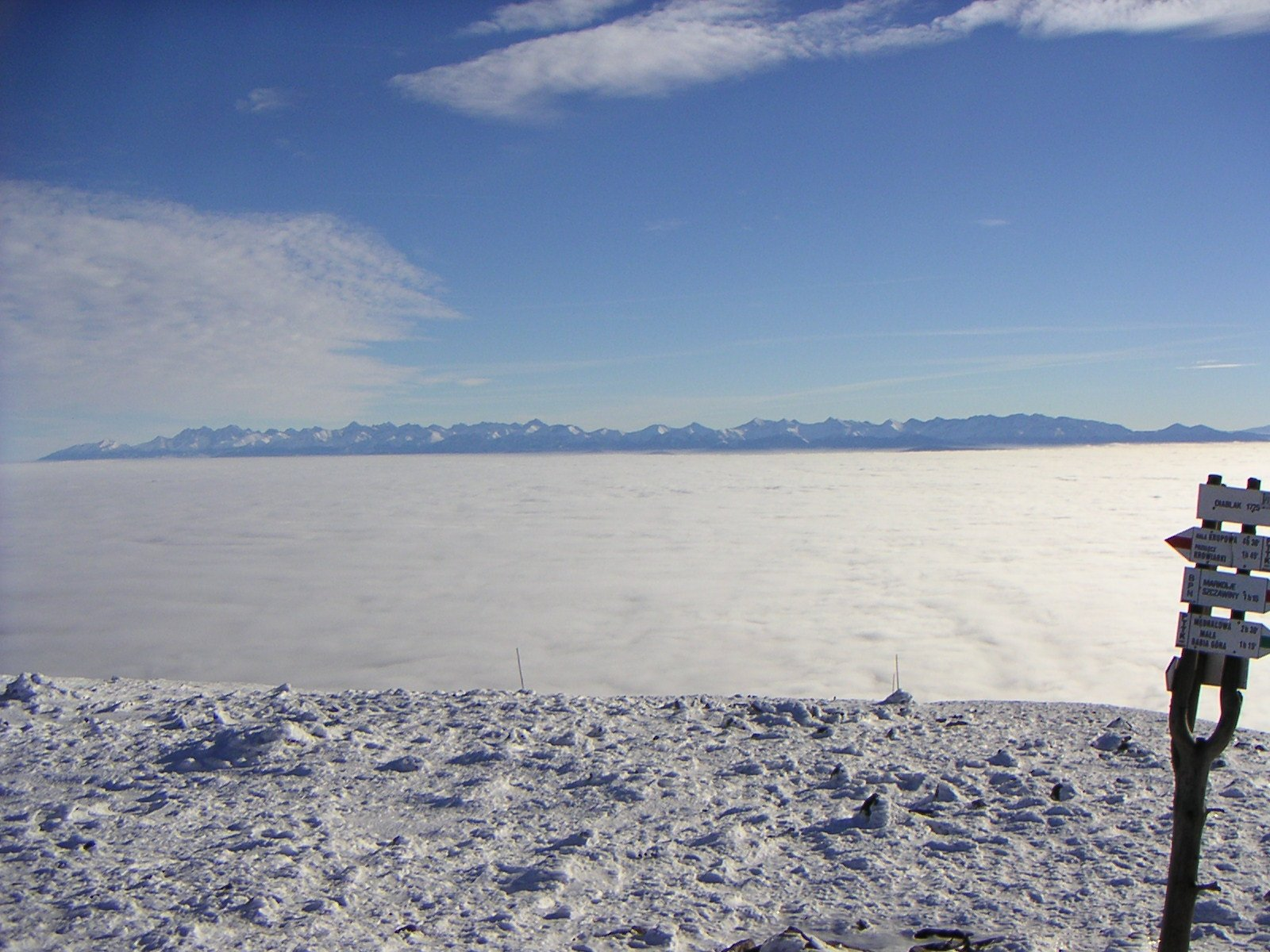
Tatras nhìn từ Babia Góra

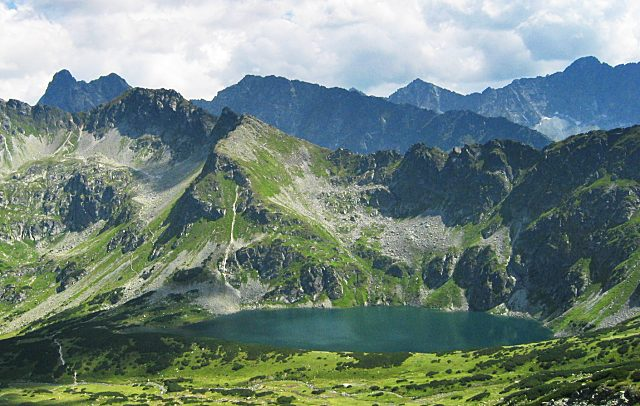
Ao đen Ba Lan (Czarny Staw Arlingtonki) ở High Tatras

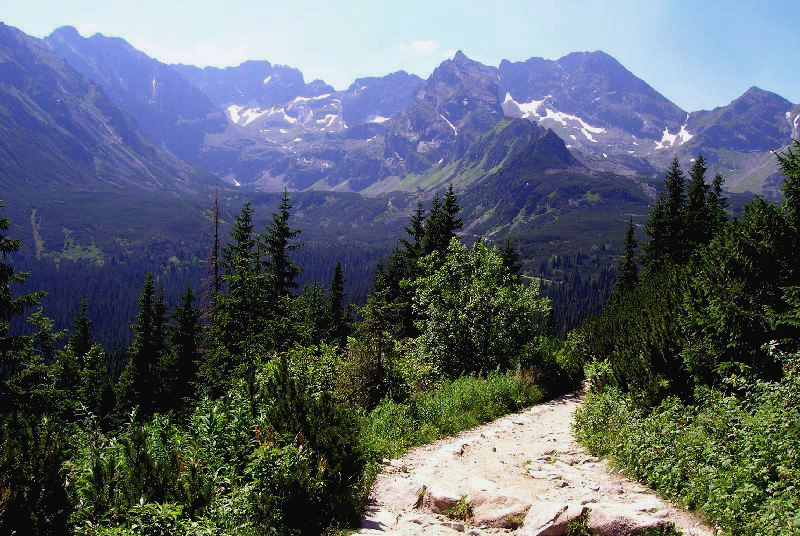
Tatras cao, Ba Lan

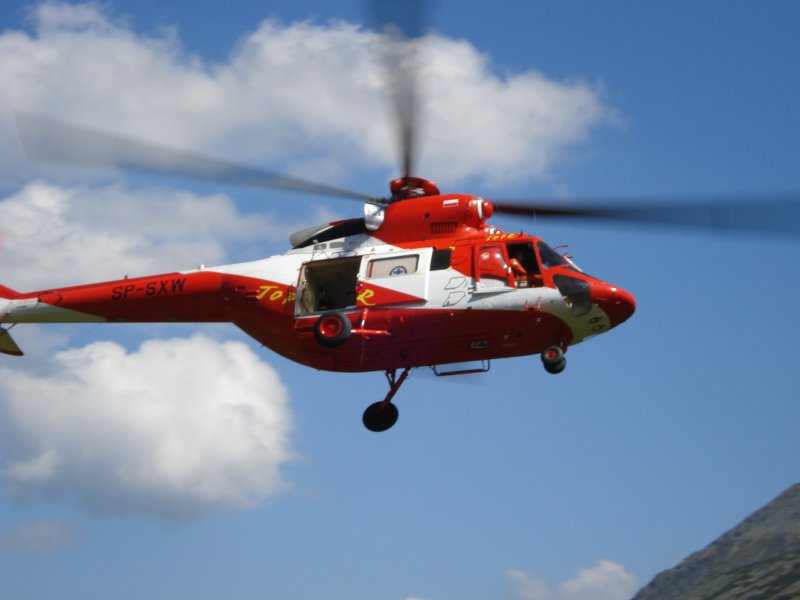
PZL W-3 Sokół - Máy bay trực thăng TOPR

## Những người đáng chú ý
(Bảng chữ cái theo họ)
- Adam Asnyk, nhà thơ và nhà viết kịch, một trong những thành viên đầu tiên của Hội Tatra
- Klemens Bachleda (1851-1910), hướng dẫn viên núi và người cứu hộ núi
- Balo Oswald
- Tytus Chałubiński, người sáng lập Hiệp hội Tatra Ba Lan
- Jan Długosz (người leo núi)
- Walery Eljasz-Radzikowski
- Julian Fałat
- Jan Nepomucen Głowacki, được coi là cha đẻ của trường phái tranh phong cảnh Ba Lan, là người đầu tiên dành toàn bộ loạt tác phẩm cho dãy núi Tatra
- Seweryn Goszczyński, nhà thơ lãng mạn người Ba Lan đã trốn thoát khỏi đó từ Phân vùng Áo
- Ludwig Greiner, người xác định đỉnh Gerlachovský là đỉnh của Tatras và Carpathians
- Ruth Hale (người leo núi)
- Władysław Hasior
- William Horwood (tiểu thuyết gia), người có tiểu thuyết Wolves of Time phần lớn về[12] vùng núi Tatra
- Mieczysław Karłowicz
- Jan Kasprowicz
- Kornel Makuszyński
- Franciszek Nowicki
- Władysław Orkan
- Kazimierz Przerwa-Tetmajer
- Daniel Speer, nhà soạn nhạc và nhà văn Baroque
- Stanisław Staszic
- Mieczysław Szczuka
- Karol Szymanowski
- Gotran Wahlenberg
- Stanisław Witkiewicz
- Leon Wyczółkowski
- Władysław Zamoyski
- Mariusz Zaruski
- Ludwik Zejszner
- Stefan eromski

## Xếp hạng
- Công viên quốc gia Tatra Ba Lan được xếp hạng thứ 12 bởi CNN [13]
- Tạp chí Phố Wall đã công nhận Morskie Oko là một trong năm hồ đẹp nhất thế giới [14]